# Radacris minutus
Radacris minutus är en insektsart som först beskrevs av Roberts 1937.  Radacris minutus ingår i släktet Radacris och familjen gräshoppor. Inga underarter finns listade i Catalogue of Life.